# George Edward Pelham Box
George Edward Pelham Box (Gravesend, 18 ottobre 1919 – Madison, 28 marzo 2013) è stato uno statistico britannico, pioniere del controllo di qualità dei processi, nella analisi delle serie storiche, disegno degli esperimenti e  inferenza bayesiana.

## Biografia
Box studiò originariamente da chimico, e lavorò su esperimenti biochimici sull'effetto dei gas velenosi in piccoli animali per l'esercito inglese durante la seconda guerra mondiale. 
Ebbe bisogno di strumenti statistici per analizzare i risultati dei suoi esperimenti, ma non riuscì a trovare uno statistico che gli poteva fare da guida così utilizzò da solo le statistiche disponibili sui libri. 
Dopo la guerra, si inscrisse al College Universitario di Londra e ottenne la laurea in matematica e statistica, prese poi il dottorato nel 1953.
Dal 1948 al 1956, Box lavorò come statistico per l'Imperial Chemical Industries (ICI). Mentre era all'ICI, prese un anno sabbatico per divenire  professore visitatore all'Università della Carolina del Nord a Chapel Hill. Più tardi fu all'Università di Princeton, dove fu direttore del gruppo di ricerca e statistica. Nel 1960 Box si trasferì all'Università del Wisconsin-Madison per creare il dipartimento di statistica. Divenne presidente dell'Istituto di matematica e statistica e fu onorato, nel 1980, del titolo di vilas professore ricercatore di statistica (la più alta onorificenza per un membro dell'università, e divenne professore emerito nel 1992. 
Box fu anche nominato fellow della Royal Society per i suoi meriti nella teoria e metodo statistico più tardi, nel 1984, con Bill Hunter fondò un centro per il miglioramento della qualità e produttività dei processi. Nel 1972 gli è stato assegnato il Premio Samuel S. Wilks.
Durante la sua carriera, George Box, ha scritto numerose ricerche e pubblicato molti libri. Uno dei più importanti contributi nel disegno degli esperimenti è il suo libro: Statistiche per esperimenti. Nell'analisi delle serie storiche i suoi più importanti contributi sono relativi al libro del 1970 intitolato Time Series Analysis: Forecasting and Control. Nella teoria bayesiana i suoi maggiori contributi sono del 1973 nell'opera Bayesian Inference in Statistical Analysis. Oggi, il suo nome è associato a importanti risultati in statistica come il metodo Box-Jenkins, la trasformazione di Box-Muller, la trasformazione di Box-Cox, e il disegno di Box-Behnken.
Box è famoso per la sua affermazione: "Tutti i modelli sono sbagliati, ma alcuni sono utili".
Box sposò Joan Fisher, seconda delle cinque figlie di Ronald Fisher.